# Jessica Rossi
Jessica Rossi (Cento, 7 gennaio 1992) è una tiratrice a volo italiana, vincitrice della medaglia d'oro ai Giochi olimpici di Londra 2012 nel trap femminile, occasione in cui ha conquistato anche il record del mondo con 99 piattelli colpiti su 100.

## Biografia
Originaria di Renazzo frazione di Cento, in provincia di Ferrara, Jessica si trasferisce all'età di 4 anni a Crevalcore. Fino al compimento del diciottesimo anno di età Jessica non poteva detenere un porto d'armi e pertanto doveva fare ricorso al porto d'armi di qualcun altro. Per venire incontro a questa esigenza la madre di Jessica ha preso un porto d'armi, pur non avendo mai sparato in vita sua.
Dopo aver esordito in campo internazionale al campionato mondiale di tiro 2007, si è classificata al sesto posto ai Mondiali del 2008 con 67 piattelli colpiti e al quinto posto ai campionati europei. Nel 2009, ancora diciassettenne, ha vinto il campionato italiano, il campionato europeo e il campionato mondiale di tiro, conquistando inoltre due secondi posti nella Coppa del mondo di tiro 2009. Vincitrice della medaglia di bronzo nel tiro a volo al campionato mondiale di tiro 2010, si è classificata al ventiduesimo posto agli Europei dello stesso anno. Nel 2011 ha vinto la coppa del mondo di tiro e si è classificata al diciottesimo posto ai Mondiali di Belgrado.
Il 19 aprile 2012 è stata premiata con il collare d'oro al merito sportivo. Ha conquistato il primo posto nel trap femminile ai Giochi della XXX Olimpiade di Londra 2012, superando le qualificazioni con 75/75 e colpendo in finale 24 piattelli su 25. Ha dedicato l'oro olimpico ai terremotati dell'Emilia-Romagna, la sua regione.
Scelta come alfiere per i XVII Giochi del Mediterraneo, il 23 settembre 2013 vince l'oro ai mondiali di tiro a volo.
Il 2 settembre 2017 conquista nuovamente l'oro ai Campionati mondiali di tiro a volo.
Insieme a Elia Viviani, è stata portabandiera per l'Italia ai giochi di Tokyo 2020 (rimandati di un anno a causa della pandemia di COVID-19).

## Palmarès
Giochi olimpici
- 1 medaglia:
  - 1 oro (trap a Londra 2012)

Campionati mondiali
- 8 medaglie:
  - 6 ori (trap juniores a  Nicosia 2007, trap a Maribor 2009, Lima 2013, Mosca 2017, trap a squadre a Osijek 2022, Baku 2023)
  - 1 argento (trap a Baku 2023)
  - 1 bronzo (trap a Monaco 2010)

Campionati europei
- 16 medaglie:
  - 10 ori (trap a Osijek 2009; trap, trap a squadre a Suhl 2013, trap a squadre femminile e misto a Leobersdorf 2018, trap a squadre a Lonato del Garda 2019, trap misto a Osijek 2021, trap a squadre femminile e misto a Larnaca 2022, trap a squadre misto a Osijek 2023)
  - 4 argenti (trap a Larnaca 2012, trap a Lonato del Garda 2019, trap e trap a squadre a Osijek 2021)
  - 4 bronzi (trap a Maribor 2015, trap a squadre misto a Lonato del Garda 2019, trap a Larnaca 2022, trap a squadre a Osijek 2023)

Giochi europei
- 5 medaglie:
  - 3 ori (trap, trap a squadre misto e trap a squadre a Cracovia 2023)
  - 2 argenti (trap e trap a squadre misto a Minsk 2019)

Giochi del Mediterraneo
- 1 medaglia:
  - 1 oro (trap a Mersin 2013)